# 杉岡華邨
杉岡 華邨（すぎおか かそん、本名：杉岡 正美（まさみ）、1913年（大正2年）3月6日 - 2012年（平成24年）3月3日）は、書家、文化功労者、文化勲章受章者。位階は従三位。

## 来歴
奈良県吉野郡下北山村生まれ。奈良師範学校を卒業後、辻本史邑・尾上柴舟・日比野五鳳に師事した。奈良県立高等女学校教諭を経て大阪教育大学で書を教えるようになると、その傍ら京都大学で文学や美学を聴講し、久松真一から禅美術の思想的背景を学んだが、これが以後の作品の哲学的な主軸となり、「王朝文学にあらわれた日本書道について」の研究で大成した。日展・朝日現代書道二十人展・毎日書道展・読売書法展に作品を発表、平安朝以来のかな書の美とその表現の可能性を追求し、かな書の第一人者となっていった。奈良県文化賞、日展文部大臣賞などをはじめ、1983年（昭和58年）には日本芸術院賞を受賞。1989年（平成元年）に日本芸術院会員に選出、1995年（平成7年）には文化功労者として顕彰された。1999年（平成11年）に財団法人杉岡華邨書道美術財団を設立して理事長に就任。2000年（平成12年）には文化勲章を受章。同年奈良市に杉岡華邨書道美術館が開館して館長に就任した。
心不全のため奈良市内の病院で死去、98歳だった。没日付をもって従三位に叙された。

## 著書
- 『かな書き入門』　保育社（カラーブックス）、1980年
- 『古筆に親しむ – かなの成立と鑑賞』　淡交社、1996年
- 『書教育の理想』　二玄社、1996年
- 『かな書の美を拓く杉岡華邨』　ビジョン企画出版社、1998年
- 『源氏物語と書生活』　日本放送出版協会、2007年

### 編集
- 『書道技法講座〈31〉かな – 寸松庵色紙 伝紀貫之』　二玄社、1976年
- 『現代かな書法講座 第2巻 小字かな基本篇2』　角川書店、1985年

## 関連書
- 杉岡和子『一旦辞するにあたり – 書家杉岡華邨との日々』　NHK出版、2013年（著者は杉岡華邨夫人）